# Liste kurdischer Organisationen
Dies ist eine Liste mit kurdischen Organisationen.

## Irak
- Demokratische Patriotische Allianz Kurdistans
- Einheitspartei Kurdistan
- Kurdische Demokratische Partei / Partîya Demokrat a Kurdistan - Iraq (PDK)
- Konservative Partei Kurdistans
- Kurdische Demokratische Bewegung
- Kurdische Kommunistische Partei
- Kurdischer Stammes-Verein
- National-Demokratische Partei Kurdistans
- National-Demokratische Union Kurdistans
- Patriotische Union Kurdistans (PUK) / Yekîtiya Niştimaniya Kurdistanê (YNK)
- Partei der Werktätigen Kurdistans
- Revolutionäres Partei Kurdistan
- Sozialistische Demokratische Partei Kurdistans
- Unabhängige Partei der Arbeiter Kurdistans
- Yezidische Bewegung
- Islamische Gemeinde Kurdistans
- Islamische Union Kurdistan

## Iran
- Demokratische Partei Kurdistan / Partîya Demokrat a Kurdistan - Îran (PDK-I)
  - Komeley Jiyanewey Kurd
- Khabat
- Komalah / Kurdistan-Parteiflügel der Kommunistischen Partei Iran
- Kurdische Vereinigte Front
- Partei für ein freies Leben in Kurdistan (PJAK)

## Türkei
- Halklarin Demokratik Partisi (HDP) / Partei der Gerechtigkeit und der Demokratie
- Barış ve Demokrasi Partisi (BDP) / Partiya Aşitî û Demokrasiyê / Partei des Friedens und der Demokratie
- Sozialistische Partei Kurdistans / Partiya Sosyalista Kurdistanê (PSK)
- Demokratische Partei Kurdistans-Türkei / Partîya Demokrat a Kurdistan - Bakur (PDK-Bakur)
- Arbeiterpartei Kurdistans
  - Artêşa Rizgariya Gelê Kurdistan
  - Hêzên Parastina Gel
  - Kongra Gelê Kurdistan
  - YJA STAR
  - Eniya Rizgariya Netewa Kurdistan
  - Freiheits- und Demokratiekongress Kurdistans
- Teyrêbazên Azadîya Kurdistan
- Kommunistische Partei Kurdistan / Kurdistan Komunist Partisi(KKP)
- Xoybûn
- Hevgirtên / Union der Patrioten
- Befreiungs Partei Kurdistans / Rizgari

## Syrien
- Demokratische Einheitspartei Kurdistans – Kurdische Demokratische Einheitspartei in Syrien / Patiya Yekîtî ya Demokrat a Kurd li Sûriyê - Yekîtî
- Demokratische Partei Kurdistan-Syrien (PDK-S)
- Demokratischer Rat Syriens (SDC)
- Hevgirtin Gel
- Hohes Kurdisches Komitee
- Kurdisch-Demokratische Fortschrittspartei – Partiya Demokrat ya Pêşverû Kurd li Sûriyê (PDPK-S)
- Kurdische Einheitspartei in Syrien – Partiya Yekîtî ya Kurd li Sûriyê (PYKS)
- Kurdischer Nationalrat
- Partei der Demokratischen Union (PYD)
- Unionspartei des Kurdischen Volkes / Partiya Hevgirtina Gelê Kurd li Suriyê (PHGK-S)

## Libanon
- Kurdische Demokratische Partei im Libanon / Partiya Demokratiya Kurd li Libnanê (PDK-L)